# Songmutang (köpinghuvudort i Kina, Hunan Sheng, lat 28,32, long 112,08)
Songmutang (kinesiska: 松木塘, 松木塘镇) är en köpinghuvudort i Kina. Den ligger i provinsen Hunan, i den södra delen av landet, omkring 88 kilometer väster om provinshuvudstaden Changsha. Antalet invånare är 30 248. Befolkningen består av 14 507 kvinnor och 15 741 män. Barn under 15 år utgör 16,0 %, vuxna 15-64 år 69 %, och äldre över 65 år 13,0 %.
Runt Songmutang är det tätbefolkat, med 411 invånare per kvadratkilometer. Närmaste större samhälle är Huishangang, 15,7 km öster om Songmutang. I omgivningarna runt Songmutang växer i huvudsak blandskog.
Genomsnittlig årsnederbörd är 1 732 millimeter. Den regnigaste månaden är maj, med i genomsnitt 322 mm nederbörd, och den torraste är december, med 52 mm nederbörd.